# Ngercheluuk
Ngercheluuk is een plaats in het noordoosten van Babeldaob, het hoofdeiland van de Micronesische republiek Palau. Het gehucht is de hoofdplaats van de staat Ngiwal.
Ngelau · Ngercheluuk · Ngermechau
Airai · Dongosaro · Hatohobei · Imeong · Kayangel · Kloulklubed · Koror · Melekeok · Mengellang · Mongami · Ngaramasch · Ngatpang Village · Ngchesar Hamlet · Ngercheluuk · Ulimang · Urdmang